# Waldeck (Stadt)

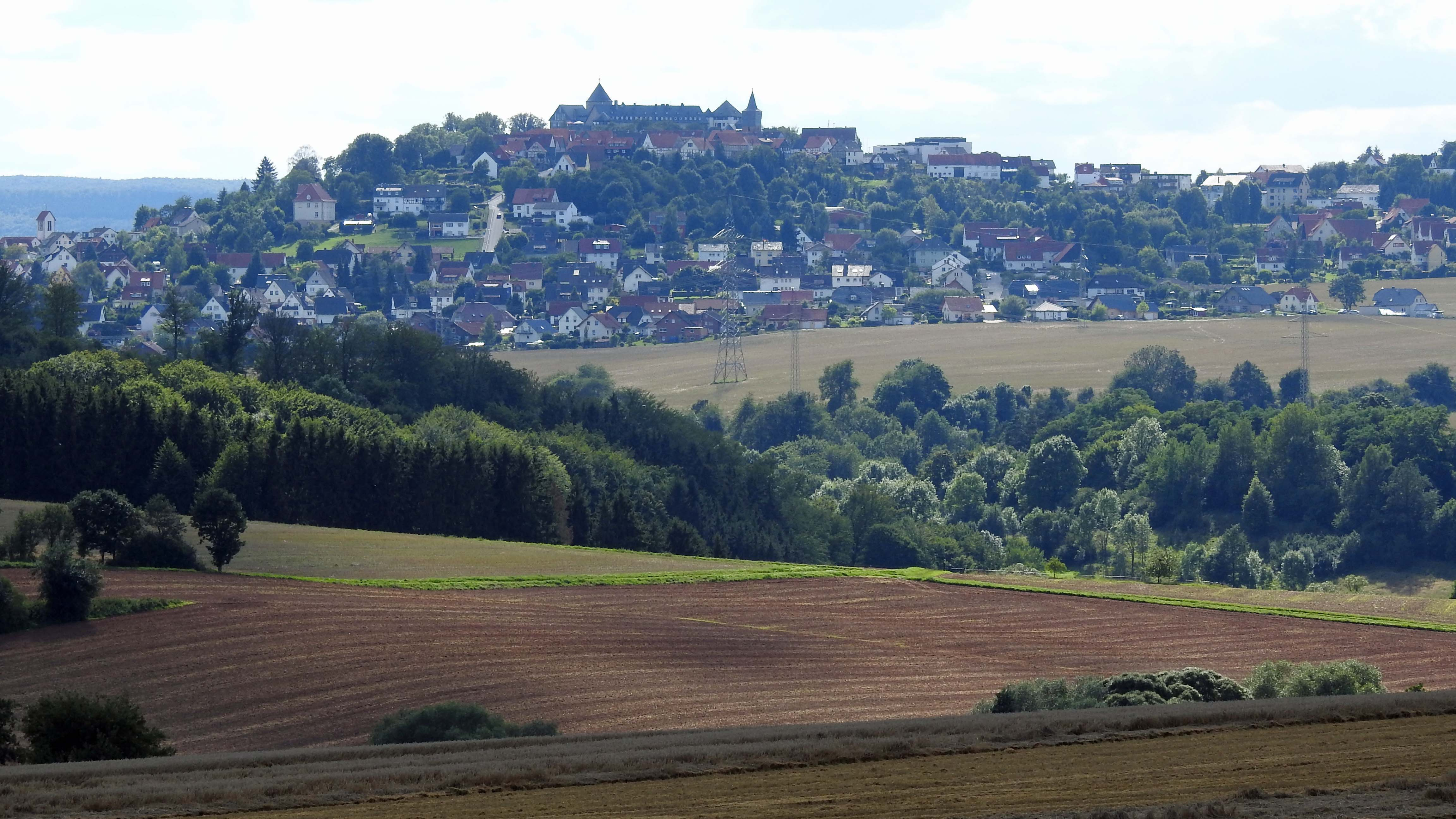
Waldeck von Nordosten

Waldeck ist eine Kleinstadt im nordhessischen Landkreis Waldeck-Frankenberg. Sie ist anerkannter Luftkurort und trägt seit dem 13. September 2021 die amtliche Zusatzbezeichnung Nationalparkstadt in Bezug auf den naheliegenden Nationalpark Kellerwald-Edersee, der sich in das Waldecker Bergland erstreckt.
Überregional bekannt ist Waldeck als Namensgeber des ehemaligen Fürstentums Waldeck-Pyrmont, durch seine exponierte Lage am Edersee inmitten des Waldecker Berglandes und im äußeren Einzugsbereich des Naturparks Waldeck-Edersee und durch das Schloss Waldeck, das Wahrzeichen der Stadt Waldeck und des Landkreises Waldeck-Frankenberg.

## Geographie

### Geographische Lage
Das Stadtgebiet von Waldeck befindet sich in Nordhessen etwa 30 km westsüdwestlich von Kassel nördlich des von der Eder durchflossenen Edersees, dem flächenmäßig zweit- und volumenmäßig drittgrößten Stausee Deutschlands. Es umfasst eine überwiegend land- und forstwirtschaftlich genutzte Mittelgebirgslandschaft.
Das Stadtgebiet befindet sich inmitten des Waldecker Berglandes und zieht sich von den Ufern des Edersees in nördlichen Richtungen bis in den Langen Wald hinein. Waldeck liegt oberhalb der Teilflächen des Nationalparks an den Nordhängen des Edersees, zu dem auch die Ederhöhen südlich des Stausees gehören, die Teil des Kellerwalds sind.
Durch das Waldecker Stadtgebiet bzw. entlang dessen Grenzen verlaufen Abschnitte mehrerer Fließgewässer, wozu im Fulda-Einzugsgebiet die Eder, deren Zuflüsse Netze und Werbe sowie im Diemel-Einzugsgebiet die Twiste-Zuflüsse Watter und Wilde gehören.

### Nachbargemeinden
Waldeck grenzt im Norden an die Gemeinde Twistetal, im Nordosten an die Stadt Bad Arolsen (beide im Landkreis Waldeck-Frankenberg), im Osten an die Städte Wolfhagen und Naumburg (beide im Landkreis Kassel), im Süden an die Gemeinde Edertal sowie im Westen an die Gemeinde Vöhl und die Stadt Korbach (alle drei im Landkreis Waldeck-Frankenberg).

### Stadtgliederung
Die Stadt Waldeck besteht aus zehn Stadtteilen: Alraft, Dehringhausen, Freienhagen, Höringhausen, Netze, Nieder-Werbe, Ober-Werbe, Selbach, Sachsenhausen und der Kernstadt Waldeck.

## Geschichte

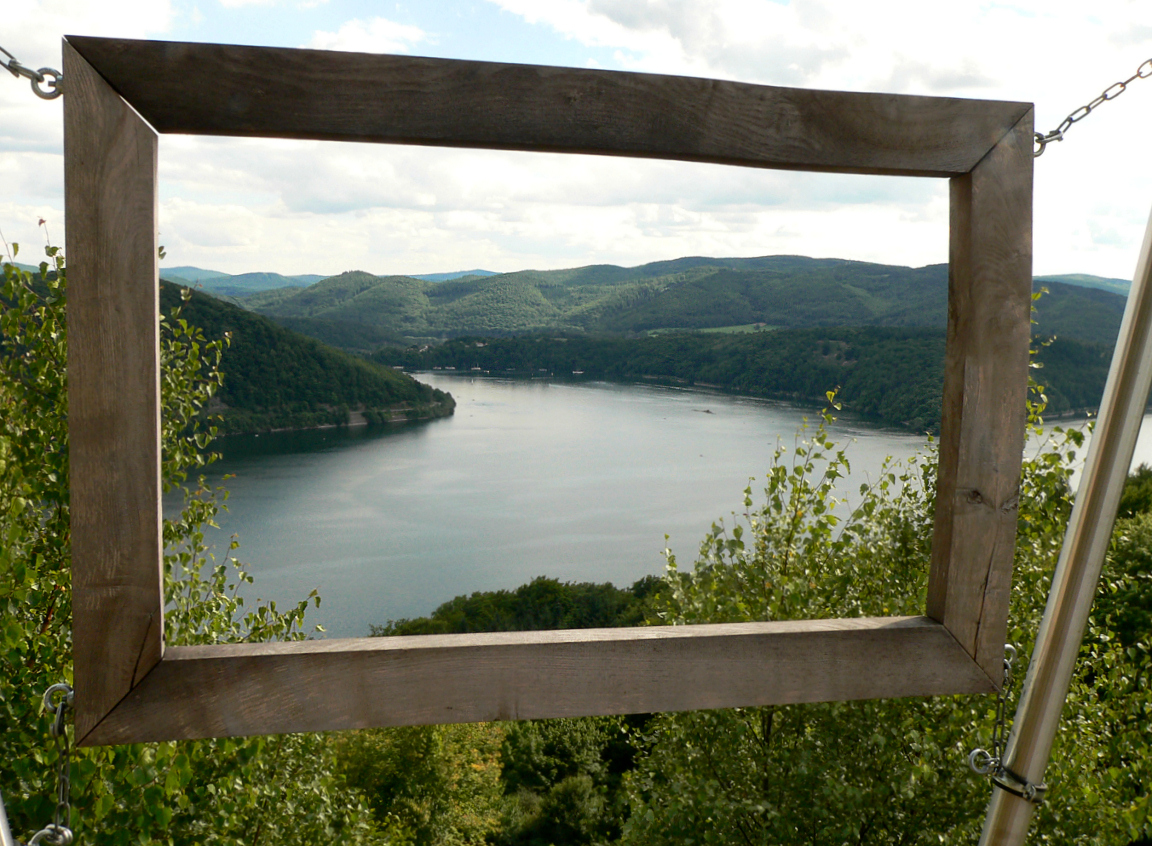
Blick vom Ort auf den Edersee

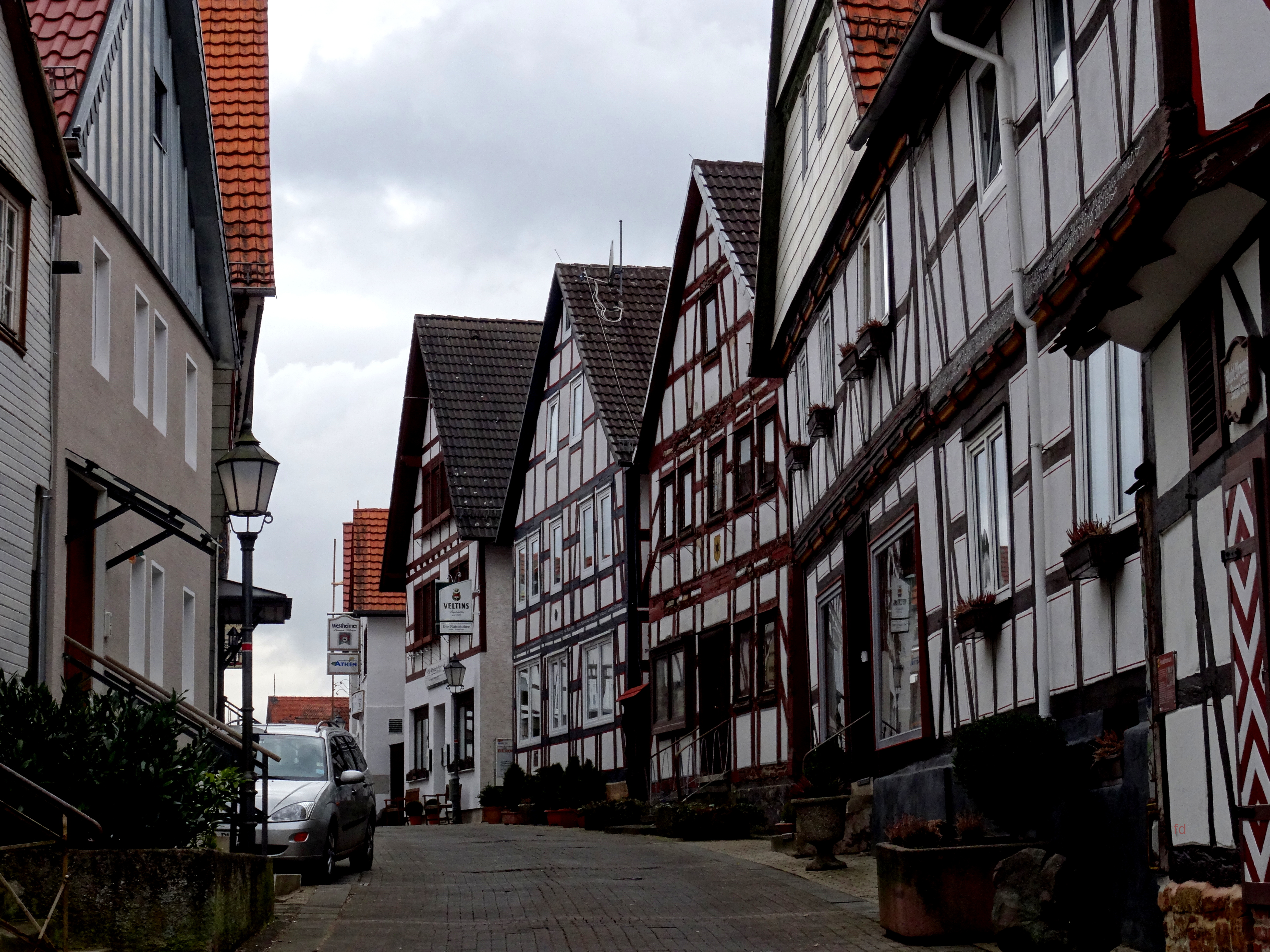
Waldeck Straße mit Fachwerkhäusern

Zur Geschichte der Kernstadt Waldeck siehe Stadtteil Waldeck.

### Stadtbildung
Im Zuge der Gebietsreform in Hessen fusionierten zum 1. Oktober 1971 die bis dahin selbständigen Gemeinden Alraft, Höringhausen, Netze und Nieder-Werbe sowie die beiden Städte Sachsenhausen und Waldeck auf freiwilliger Basis zur neuen Stadt Waldeck.
Als Namen für die neu entstandene Stadt wählte man den historisch bedeutsamen Namen „Waldeck“, der zunächst die Burg Waldeck in der heutigen Kernstadt bezeichnet hatte und nach der sich ab 1180 das dortige Grafengeschlecht benannte. Die Grafschaft Waldeck, das spätere Fürstentum Waldeck-Pyrmont, der ehemalige Freistaat Waldeck (ab 1918) und der spätere Landkreis Waldeck (ab 1942), heute Landkreis Waldeck-Frankenberg, trugen ebenfalls diesen Namen.
Verwaltungssitz der neu entstandenen Stadt wurde der von Graf Adolf I. von Waldeck und Schwalenberg gegründete, einwohnermäßig größere Stadtteil Sachsenhausen.
Am 1. Januar 1974 wurden kraft Landesgesetz die Gemeinden Dehringhausen und Ober-Werbe (mit der am 31. Dezember 1970 eingegliederten ehemaligen Gemeinde Oberwerba) sowie die ehemalige Stadt Freienhagen nach Waldeck eingemeindet. Das bis dahin als Siedlungsplatz von Sachsenhausen geführte Selbach  wurde zum 1. Mai 1976 zum Stadtteil von Waldeck ernannt. Damit erreichte die Stadt Waldeck ihre heutige Größe und Verwaltungsstruktur. Für alle Stadtteile von Waldeck wurden Ortsbezirke mit Ortsbeirat und Ortsvorsteher nach der Hessischen Gemeindeordnung gebildet.

## Bevölkerung

### Einwohnerstruktur 2011
Nach den Erhebungen des Zensus 2011 lebten am Stichtag, dem 9. Mai 2011, in Waldeck 7089 Einwohner. Darunter waren 166 (2,3 %) Ausländer, von denen 103 aus dem EU-Ausland, 27 aus anderen europäischen Ländern und 36 aus anderen Staaten kamen. Die Einwohner lebten in 3168 Haushalten. Davon waren 984 Singlehaushalte, 966 Paare ohne Kinder und 933 Paare mit Kindern, sowie 240 Alleinerziehende und 48 Wohngemeinschaften.

### Einwohnerentwicklung
| Stadt Waldeck: Einwohnerzahlen von 1973 bis 2015                  | Stadt Waldeck: Einwohnerzahlen von 1973 bis 2015 | Stadt Waldeck: Einwohnerzahlen von 1973 bis 2015 | Stadt Waldeck: Einwohnerzahlen von 1973 bis 2015 | Stadt Waldeck: Einwohnerzahlen von 1973 bis 2015 |
| ----------------------------------------------------------------- | ------------------------------------------------ | ------------------------------------------------ | ------------------------------------------------ | ------------------------------------------------ |
| Jahr                                                              |                                                  |                                                  |                                                  | Einwohner                                        |
| 1973                                                              | 1973                                             |                                                  | 7.224                                            | 7.224                                            |
| 1975                                                              | 1975                                             |                                                  | 7.149                                            | 7.149                                            |
| 1980                                                              | 1980                                             |                                                  | 7.026                                            | 7.026                                            |
| 1985                                                              | 1985                                             |                                                  | 6.896                                            | 6.896                                            |
| 1990                                                              | 1990                                             |                                                  | 7.382                                            | 7.382                                            |
| 1995                                                              | 1995                                             |                                                  | 7.918                                            | 7.918                                            |
| 2000                                                              | 2000                                             |                                                  | 7.978                                            | 7.978                                            |
| 2005                                                              | 2005                                             |                                                  | 7.656                                            | 7.656                                            |
| 2010                                                              | 2010                                             |                                                  | 7.155                                            | 7.155                                            |
| 2011                                                              | 2011                                             |                                                  | 7.089                                            | 7.089                                            |
| 2015                                                              | 2015                                             |                                                  | 6.758                                            | 6.758                                            |
| Quellen: Hessisches Statistisches Informationssystem; Zensus 2011 |                                                  |                                                  |                                                  |                                                  |

Siehe Stadtteil Waldeck für die Einwohnerzahlen vor der Gebietsreform.

### Religionszugehörigkeit
| • 1987: | 5628 evangelische (= 81,36 %), 837 katholische (= 12,10 %), 452 sonstige (= 6,53 %) Einwohner   |
| • 2011: | 4939 evangelische (= 69,67 %), 768 katholische (= 10,83 %), 1382 sonstige (= 19,49 %) Einwohner |

## Politik

### Stadtverordnetenversammlung
Die Kommunalwahl am 14. März 2021 lieferte folgendes Ergebnis, in Vergleich gesetzt zu früheren Kommunalwahlen:
| Stadtverordnetenversammlung – Kommunalwahlen 2021                                                                                    | Stadtverordnetenversammlung – Kommunalwahlen 2021                               |
| --- | ------------------------------------------------------------------------------- |
| Stimmenanteil in %Wahlbeteiligung 59,2 % 403020100 33,6 (+1,7)21,1 (−4,2)18,3 (+6,8)16,0 (−4,8)11,0 (+0,6) CDUSPDGrüneFWGFDP20162021 | SitzverteilungInsgesamt 31 Sitze - SPD: 7 - Grüne: 6 - FW: 5 - CDU: 10 - FDP: 3 |

| Parteien und Wählergemeinschaften | Parteien und Wählergemeinschaften           | % 2021 | Sitze 2021 | % 2016 | Sitze 2016 | % 2011 | Sitze 2011 | % 2006 | Sitze 2006 | % 2001 | Sitze 2001 |
| CDU                               | Christlich Demokratische Union Deutschlands | 33,6   | 10         | 31,9   | 10         | 31,4   | 10         | 31,8   | 10         | 31,1   | 10         |
| SPD                               | Sozialdemokratische Partei Deutschlands     | 21,1   | 7          | 25,3   | 8          | 33,0   | 10         | 37,5   | 12         | 40,7   | 13         |
| Grüne                             | Bündnis 90/Die Grünen                       | 18,3   | 6          | 11,5   | 4          | 11,6   | 4          | 4,8    | 1          | 3,9    | 1          |
| FWG                               | Freie Wählergemeinschaft                    | 16,0   | 5          | 20,8   | 6          | 17,5   | 5          | 18,0   | 6          | 14,8   | 5          |
| FDP                               | Freie Demokratische Partei                  | 11,0   | 3          | 10,4   | 3          | 6,5    | 2          | 7,9    | 2          | 4,9    | 1          |
| REP                               | Die Republikaner                            | —      | —          | —      | —          | —      | —          | —      | —          | 4,6    | 1          |
| Gesamt                            | Gesamt                                      | 100,0  | 31         | 100,0  | 31         | 100,0  | 31         | 100,0  | 31         | 100,0  | 31         |
| Wahlbeteiligung in %              | Wahlbeteiligung in %                        | 59,2   | 59,2       | 54,9   | 54,9       | 54,5   | 54,5       | 57,6   | 57,6       | 61,6   | 61,6       |

### Bürgermeister

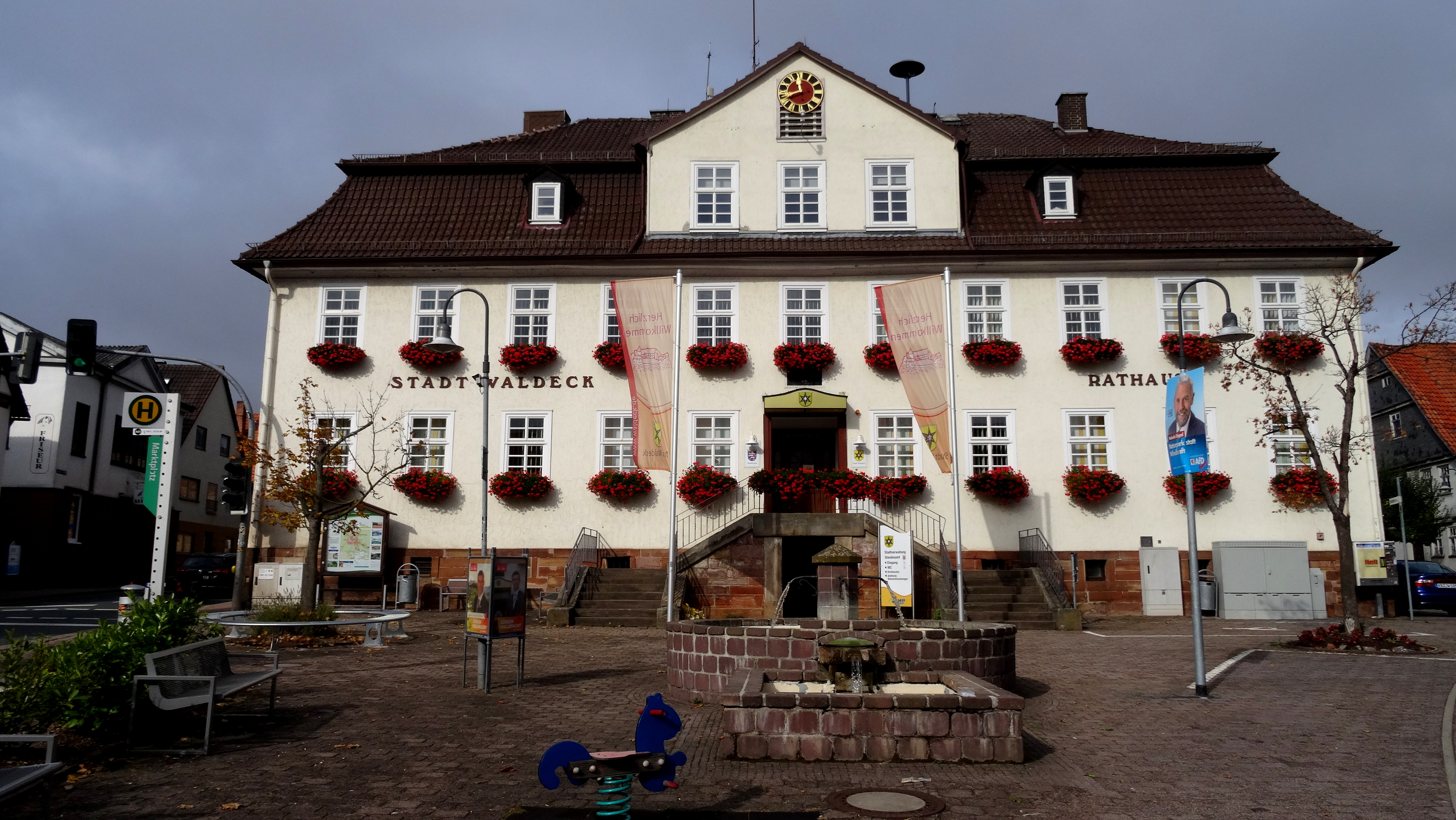
Rathaus Waldeck in Sachsenhausen

Nach der hessischen Kommunalverfassung wird der Bürgermeister für eine sechsjährige Amtszeit gewählt, seit dem Jahr 1993 in einer Direktwahl, und ist Vorsitzender des Magistrats, dem in der Stadt Waldeck neben dem Bürgermeister ehrenamtlich ein Erster Stadtrat und fünf weitere Stadträte angehören. Bürgermeister ist seit dem 1. April 2025 der parteiunabhängige Nicolas Havel. Er setzte sich am 27. Oktober 2024 im ersten Wahlgang gegen Amtsinhaber Jürgen Vollbracht (CDU), der sich um eine zweite Amtszeit beworben hatte, bei 62,4 Prozent Wahlbeteiligung mit 76,5 Prozent der Stimmen durch.
Amtszeiten der Bürgermeister
- 2025–2031 Nicolas Havel[17]
- 2019–2025 Jürgen Vollbracht (CDU)[20]
- 2007–2019 Jörg Feldmann[20]
- 1983–2007 Peter Brandenburg (SPD)[21]
- 1961–1983 Erich Dreyer (1922–2018)[22]

| Jahr | Wahlbeteili- gung in % | Kandidaten        | Partei | Stimmen in % |
| ---- | ---------------------- | ----------------- | ------ | ------------ |
| 2024 | 62,4                   | Nicolas Havel     |        | 76,5         |
| 2024 | 62,4                   | Jürgen Vollbracht | CDU    | 23,5         |
| 2018 | 71,2                   | Jürgen Vollbracht | CDU    | 59,2         |
| 2018 | 71,2                   | Jörg Feldmann     |        | 40,8         |
| 2012 | 62,4                   | Jörg Feldmann     |        | 64,1         |
| 2012 | 62,4                   | Marko Haselböck   | SPD    | 35,9         |
| 2006 | 65,3                   | Jörg Feldmann     |        | 72,7         |
| 2006 | 65,3                   | Walter Voigt      |        | 27,3         |
| 2000 | 41,3                   | Peter Brandenburg | SPD    | 80,9         |
| 1994 | 66,2                   | Peter Brandenburg | SPD    | 75,8         |
| 1994 | 66,2                   | Dieter Wirtz      | CDU    | 37           |

### Wappen
| Wappen von Waldeck | Blasonierung: „In Gold ein sechsstrahliger schwarzer Stern, aufgelegt eine silberne Lilie.“ |
| Wappen von Waldeck | Wappenbegründung: Unter Berücksichtigung der besonderen historischen Gegebenheiten der neugegründeten Stadt wurde als Grundlage das Wappen der ehemaligen Stadt Waldeck, der sechsstrahlige Waldecker Stern gewählt. Auch das Sachsenhäuser Wappen enthielt diesen Stern, hieraus stammt die Lilie. Der sechsstrahlige Stern und die Lilie stehen für die ehemals selbstständigen Gemeinden und Städte, die sich 1971 zur Stadt Waldeck zusammenschlossen. Das Wappen wurde am 9. Juni 1972 durch das Hessische Ministerium des Innern genehmigt. |

Landkreis Waldeck
Stadt Waldeck bis 1971
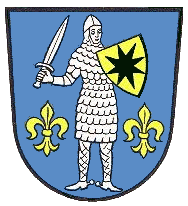
Sachsenhausen bis 1971
Stadt Waldeck ab 1972

### Flagge
Die Flagge wurde der Stadt am 13. Mai 1976 durch das Hessische Ministerium des Innern genehmigt und wird wie folgt beschrieben:
„Die Flagge der Stadt Waldeck zeigt auf zwei gelb-schwarz gedrittelten Bahnen in verwechselten Farben das Wappen der Stadt.“
Eine amtliche Hissflagge führt die Stadt nicht. Lokal wird jedoch, angelehnt an die Bannerflagge, eine schwarz-goldene Flaggenbahn, belegt mit dem Stadtwappen verwendet.

### Städtepartnerschaften
Waldeck unterhält mit folgender Stadt eine Städtepartnerschaft:
- Blankenhain, Thüringen, Deutschland (seit 1990)

## Kultur und Sehenswürdigkeiten

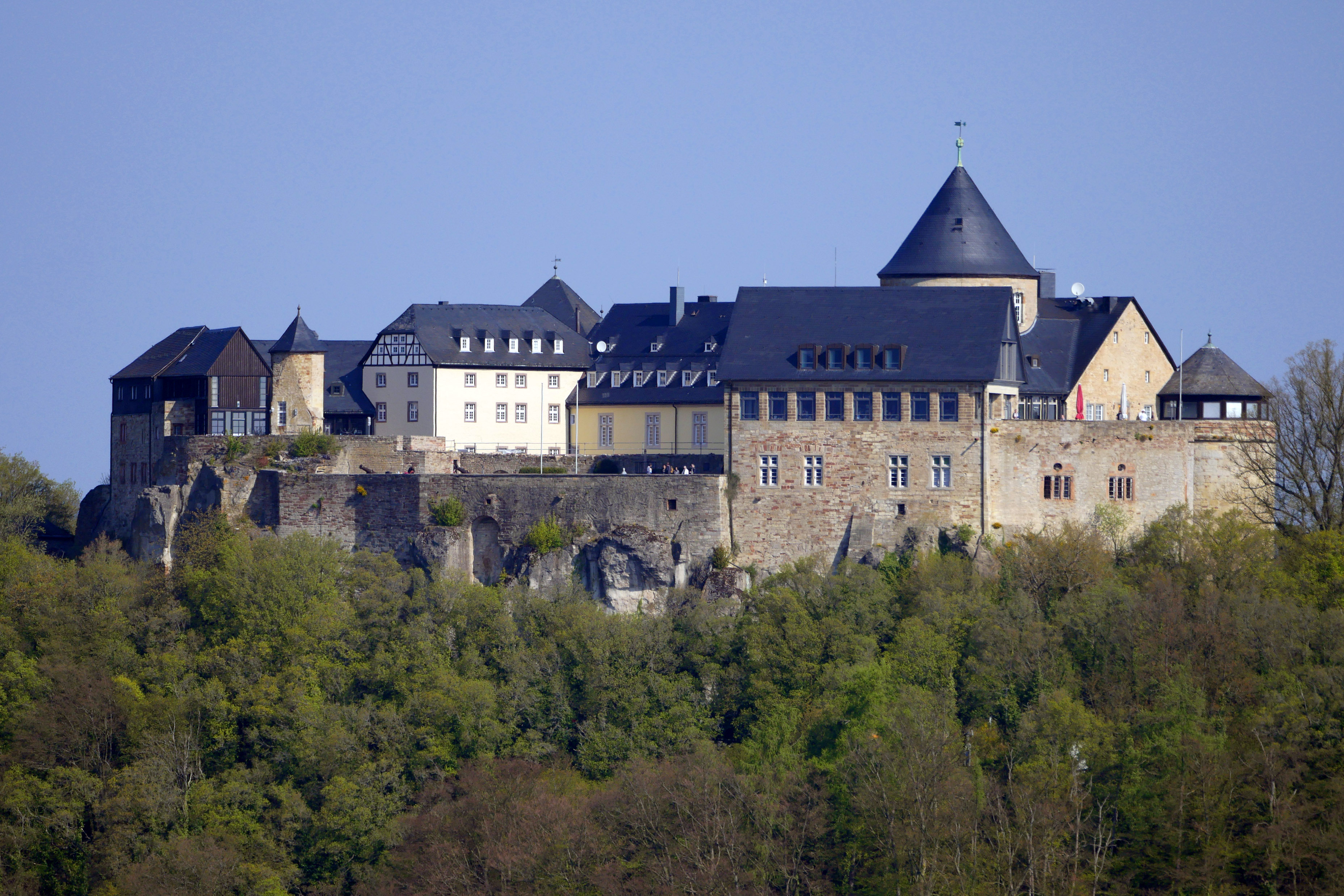
Schloss Waldeck, das Wahrzeichen der Stadt Waldeck

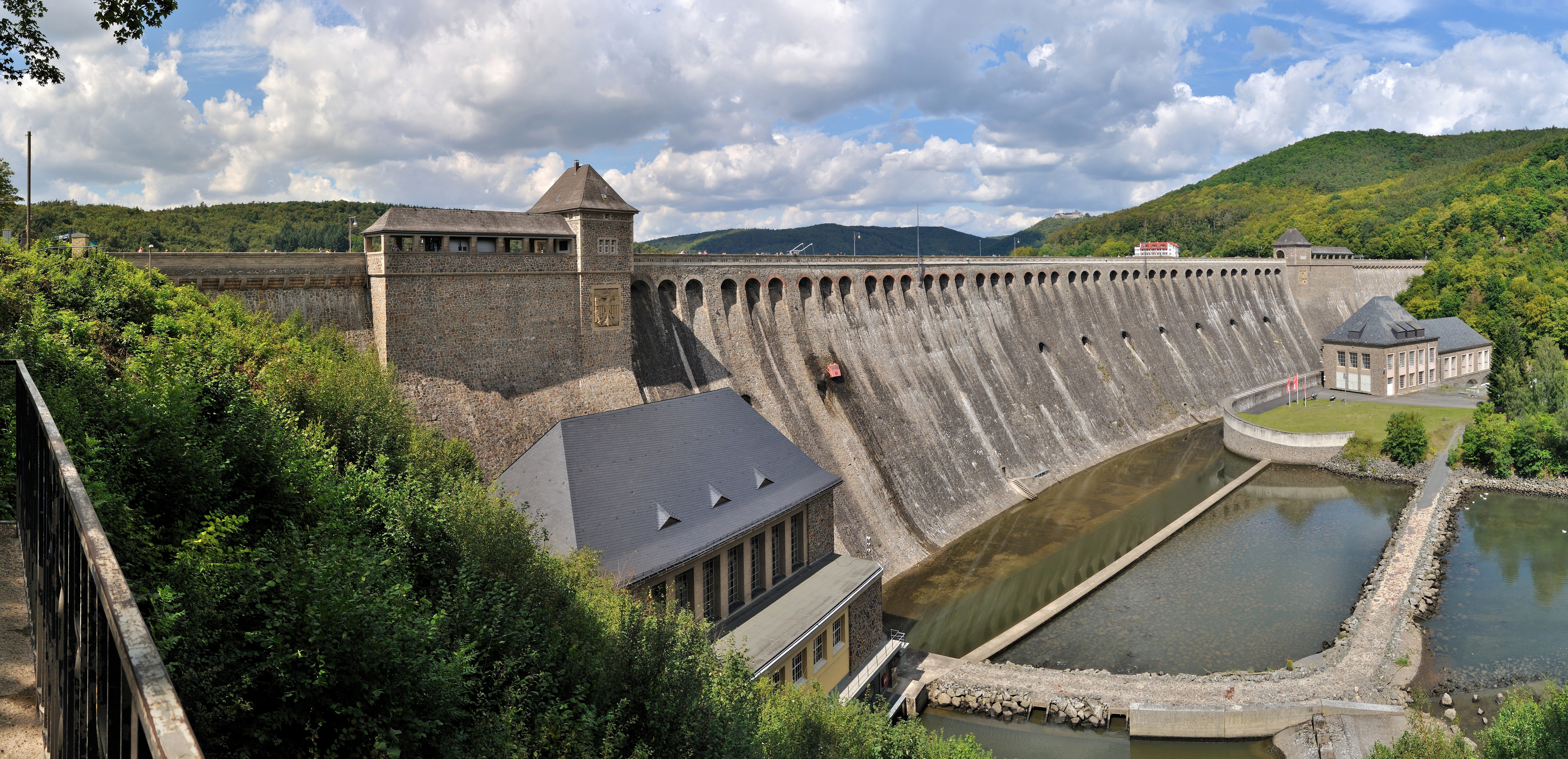
Die Edertalsperre (August 2011)

### Bauwerke
- Schloss Waldeck – Wahrzeichen der Stadt Waldeck und des Landkreises Waldeck-Frankenberg
- Stadtkirche Waldeck – hier wurde die Reformation für die  Grafschaften Waldeck eingeführt
- Historischer Stadtbrunnen an der Schulstraße in der Kernstadt Waldeck
- Stadtkirche im Stadtteil Sachsenhausen
- Kirche des ehemaligen Klosters Marienthal im Ortsteil Netze mit spätgotischem Altar aus dem 14. Jahrhundert
- Klosterruine Ober-Werbe im Ortsteil Ober-Werbe
- Warte in Sachsenhausen
- Edertalsperre unterhalb von Schloss Waldeck

### Museen
- Schlossmuseum im Schloss Waldeck[25]
- Heimatmuseum in Höringhausen
- Dorfstube in Nieder-Werbe

### Parks
- Uferpromenade Waldeck-West (direkt am Edersee)
- Mauergarten unterhalb des Schloss Waldeck, Kernstadt Waldeck

### Sport
Sportstätten bzw. -veranstaltungen Waldecks sind:
- Freibad im Stadtteil Freienhagen
- Strandbad Waldeck (Waldeck-West) am Edersee[26]
- Golfplatz  in der Kernstadt Waldeck
- Edersee-Triathlon: Jährlich im Juli – größte Sportveranstaltung der Großgemeinde, mit Start und Ziel in der Kernstadt Waldeck
- Pfingstreitturnier: In geraden Jahren in der Kernstadt Waldeck, in ungeraden in Sachsenhausen; mit Spring- und Dressurwettbewerben bis zu Klasse S

## Wirtschaft und Infrastruktur
Die Kernstadt ist staatlich anerkannter Luftkurort, der Stadtteil Niederwerbe ist anerkannter Erholungsort.

### Verkehr
Die Ortsteile der Stadt Waldeck sind über die Bundesstraßen 485 und 251 zu erreichen.
Der Eisenbahnbetrieb auf der Bahnstrecke Wega–Brilon Wald im Abschnitt von Wega nach Korbach, an der die Stadtteile Waldeck, Netze, Selbach, Sachsenhausen und Höringhausen liegen, wurde am 27. Mai 1995 eingestellt. Auf der alten Trasse befindet sich heute der Ederseebahn-Radweg Korbach–Waldeck–Buhlen.
Die Waldecker Bergbahn verbindet als Kleinkabinenbahn das Ederseeufer mit dem Schlossberg. Die 650 Meter lange Gondelbahn überwindet eine Höhendifferenz von 120 Metern.
In Waldeck-West befindet sich die Hauptanlegestelle der Personenschiffahrt Edersee, welche mit zwei modernen Fahrgastschiffen einen Rundfahrtverkehr zwischen den Anlegestellen Waldeck-West, Edertal-Sperrmauer, Halbinsel Scheid, Bringhausen, Asel und Herzhausen anbietet.
Etwa 2,5 km nördlich des Zentrums liegt das Segelfluggelände Mühlberg-Waldeck.

### Öffentliche Einrichtungen
- Stadtverwaltung und Stadtbücherei im Stadtteil Sachsenhausen
- Bürger- und Tourismusbüro der Stadt Waldeck in der Kernstadt Waldeck
- Kindergärten (Freienhagen, Höringhausen, Sachsenhausen, Waldeck)[27]

### Bildung
- Vier Grundschulen (Freienhagen, Höringhausen, Sachsenhausen, Waldeck)
- Mittelpunktschule Stadt Waldeck in Waldeck-Sachsenhausen mit Förderstufe und Realschulzweig

## Persönlichkeiten
- Johann Christian Hertzog (1766–1851), deutscher Landwirt, Bürgermeister in Waldeck und Abgeordneter im Fürstentum Waldeck
- Christian Höhle (1775–1849), deutscher Politiker, MdL Waldeck
- Jacob Höhle (1777–1846), deutscher Politiker, Bürgermeister in Waldeck und Abgeordneter im Fürstentum Waldeck
- Johann Conrad Hentze (1778–1843), Bürgermeister von Waldeck und Abgeordneter
- Henrich Höhle (1806–1849), Bürgermeister von Waldeck und Politiker, MdL Waldeck
- Charlotte Teske (* 23. November 1949 in Sachsenhausen), ehemalige Langstreckenläuferin